# Jan-Peter Warnke
Jan-Peter Warnke (ur. 20 czerwca 1959 w Dreźnie) – niemiecki lekarz, nauczyciel akademicki i polityk, deputowany do Parlamentu Europejskiego X kadencji.

## Życiorys
Z wykształcenia i zawodu lekarz, absolwent Uniwersytetu Humboldtów w Berlinie. W połowie lat 80. przebywał na stażu naukowym w Budapeszcie. W 1987 uciekł z NRD do RFN, gdzie specjalizował się w zakresie neurochirurgii. Pracował w szpitalu uniwersyteckim w Sheffield i w Universitätsklinikum Aachen, później został głównym lekarzem szpitala w Zwickau. Prowadził również działalność naukową, habilitował się na Uniwersytecie Johannesa Gutenberga w Moguncji, a także objął stanowisko profesora zarządzania w służbie zdrowia na uczelni Westsächsische Hochschule Zwickau. Został też prezesem fundacji Vogdis-Thompson-Foundation. W 2023 przeszedł na emeryturę.
W styczniu 2024 dołączył do nowo utworzonego Sojuszu Sahry Wagenknecht. W tym samym roku z jego ramienia uzyskał mandat posła do PE X kadencji.